# Botiz, Satu Mare
Botiz (maghiară Batiz) este satul de reședință al comunei cu același nume din județul Satu Mare, Transilvania, România.